# Allerey-sur-Saône
Pour les articles homonymes, voir Allerey.
Allerey-sur-Saône est une commune française située dans le nord du département de Saône-et-Loire en région Bourgogne-Franche-Comté, entre Verdun-sur-le-Doubs et Chalon-sur-Saône.

### Communes limitrophes

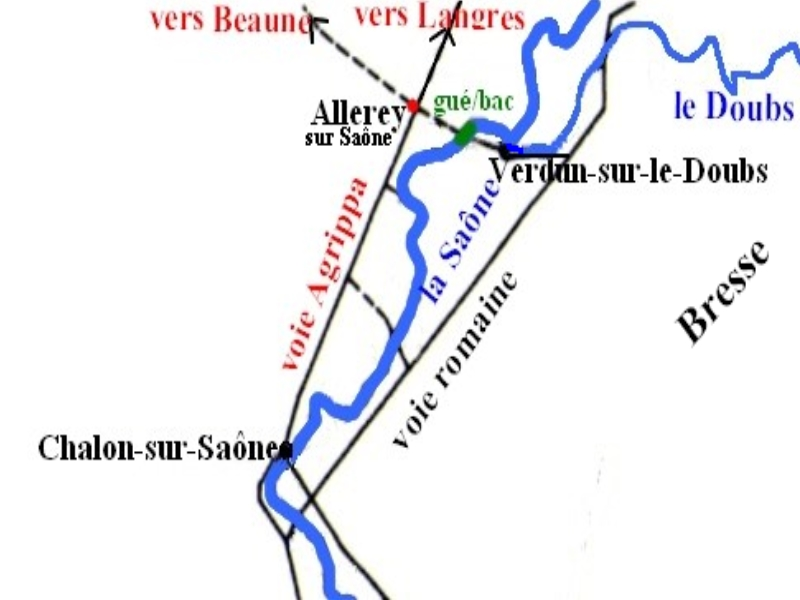
Carte simplifiée de la situation d'Allerey-sur-Saône.

## Géographie

### Hydrographie, géologie et relief
La commune est située dans la vallée de la Saône, à 20 km au nord de Chalon-sur-Saône et à 3,5 km au nord-ouest de Verdun-sur-le-Doubs où le Doubs rejoint la Saône. Celle-ci offrait à cet endroit un gué créé par les nombreux bancs de sable ; il a existé ensuite un bac pour traverser en toute saison puis un pont suspendu (dit pont de Chauvort) au milieu du XIXe siècle (1840), reconstruit plusieurs fois, alors que la rivière était drainée pour favoriser le passage des chalands vers Seurre et Saint-Jean-de-Losne.
Le village est installé à une altitude moyenne de 193 mètres sur une terrasse alluviale qui domine une courbe de la Saône d'une vingtaine de mètres, ce qui le met à l'abri des crues. Certaines parties de la commune restent cependant exposées comme la fin du cours de la Dheune qui rejoint la grande rivière au hameau de Chauvort à l'est ; celui-ci constituait jusqu'au XVIIe siècle un port important puisqu'il était en fait le port du Pays beaunois et de ses vins. La commune comporte également le hameau de Pussey à l'ouest du village et le hameau de Baignant au nord-ouest, près d'un étang dans un secteur boisé.

### Climat
Pour des articles plus généraux, voir Climat de la Bourgogne-Franche-Comté et Climat de Saône-et-Loire.
En 2010, le climat de la commune est de type climat océanique dégradé des plaines du Centre et du Nord, selon une étude du Centre national de la recherche scientifique s'appuyant sur une série de données couvrant la période 1971-2000. En 2020, Météo-France publie une typologie des climats de la France métropolitaine dans laquelle la commune est dans une zone de transition entre le climat océanique altéré et le climat océanique altéré et est dans la région climatique Bourgogne, vallée de la Saône, caractérisée par un bon ensoleillement (1 900 h/an), un été chaud (18,5 °C), un air sec au printemps et en été et des vents faibles.
Pour la période 1971-2000, la température annuelle moyenne est de 11,1 °C, avec une amplitude thermique annuelle de 17,8 °C. Le cumul annuel moyen de précipitations est de 830 mm, avec 11,1 jours de précipitations en janvier et 7,3 jours en juillet. Pour la période 1991-2020, la température moyenne annuelle observée sur la station météorologique de Météo-France la plus proche, « Bragny sur Saône », sur la commune de Bragny-sur-Saône à 4 km à vol d'oiseau, est de 12,3 °C et le cumul annuel moyen de précipitations est de 845,9 mm. 
La température maximale relevée sur cette station est de 40,3 °C, atteinte le 24 juillet 2019 ; la température minimale est de −12,9 °C, atteinte le 5 février 2012,,.
Les paramètres climatiques de la commune ont été estimés pour le milieu du siècle (2041-2070) selon différents scénarios d'émission de gaz à effet de serre à partir des nouvelles projections climatiques de référence DRIAS-2020. Ils sont consultables sur un site dédié publié par Météo-France en novembre 2022.

## Urbanisme

### Typologie
Au 1er janvier 2024, Allerey-sur-Saône est catégorisée commune rurale à habitat dispersé, selon la nouvelle grille communale de densité à sept niveaux définie par l'Insee en 2022.
Elle est située hors unité urbaine. Par ailleurs la commune fait partie de l'aire d'attraction de Chalon-sur-Saône, dont elle est une commune de la couronne,. Cette aire, qui regroupe 109 communes, est catégorisée dans les aires de 50 000 à moins de 200 000 habitants,.

### Occupation des sols
L'occupation des sols de la commune, telle qu'elle ressort de la base de données européenne d’occupation biophysique des sols Corine Land Cover (CLC), est marquée par l'importance des territoires agricoles (75,5 % en 2018), en diminution par rapport à 1990 (77,5 %). La répartition détaillée en 2018 est la suivante : terres arables (54,2 %), forêts (15,4 %), prairies (13,7 %), zones agricoles hétérogènes (7,6 %), zones urbanisées (6,4 %), eaux continentales (2,7 %). L'évolution de l’occupation des sols de la commune et de ses infrastructures peut être observée sur les différentes représentations cartographiques du territoire : la carte de Cassini (XVIIIe siècle), la carte d'état-major (1820-1866) et les cartes ou photos aériennes de l'IGN pour la période actuelle (1950 à aujourd'hui).

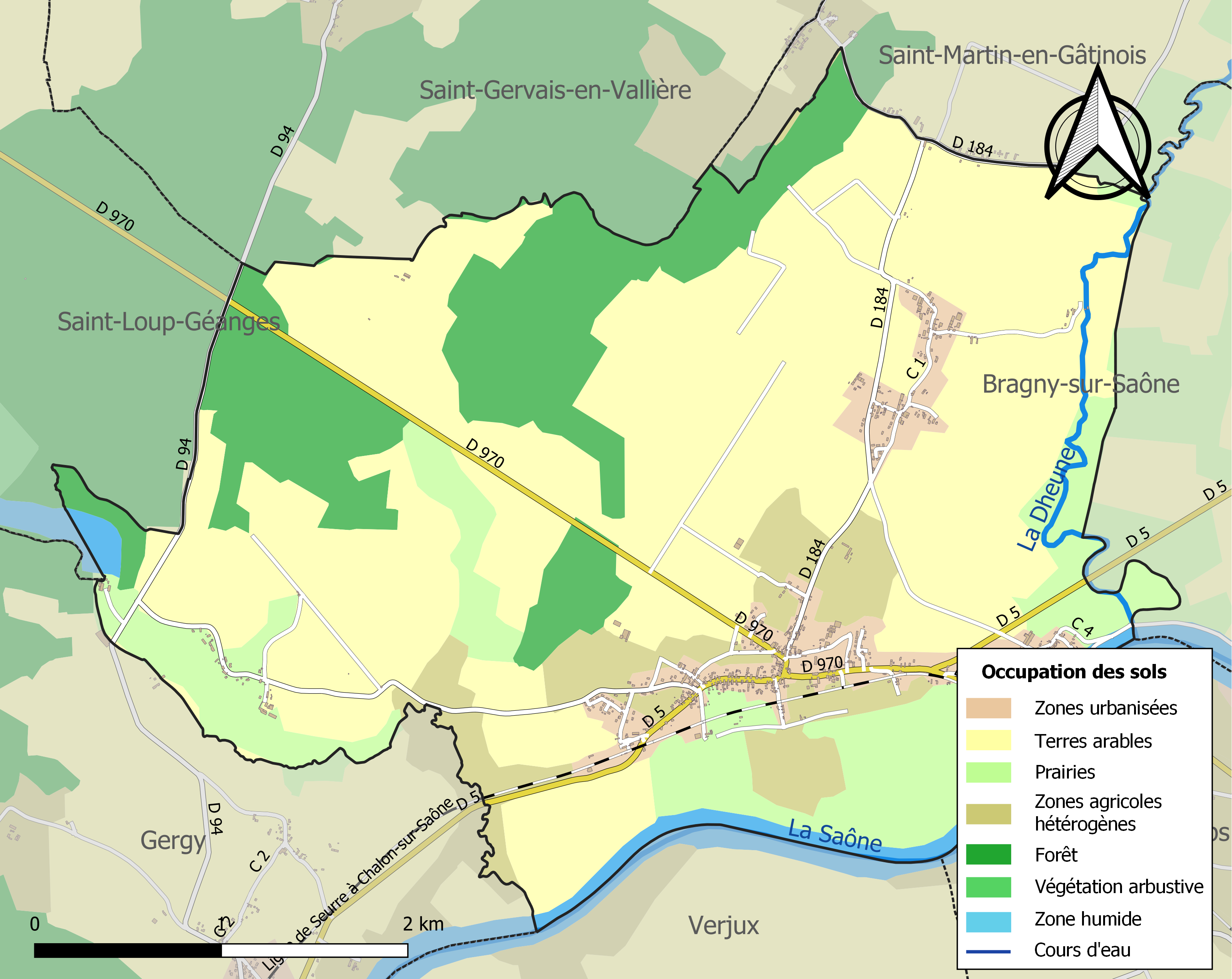
Carte des infrastructures et de l'occupation des sols de la commune en 2018 (CLC).

## Histoire
Le territoire d'Allerey jouissait d'une situation favorable à la croisée de la route reliant Beaune et Chagny à Verdun-sur-le-Doubs et au Jura (future Route nationale 470) et de la voie romaine Chalon-Langres-Trêves (la voie Agrippa), mais aussi par son emplacement sur la Saône où était actif le port de Chauvort et un gué puis un bac à péage pour traverser la rivière. L'installation humaine y est ancienne : des traces d'un habitat protohistorique gaulois (Hallstatt moyen vers -600) ont été retrouvées et les fouilles archéologiques ont mis au jour des éléments gallo-romains (Ier siècle apr. J.-C.) en différents points de la commune comme au Petit Pussey sur la grande voie romaine et au hameau de Chauvort.

### Le fief d'Allerey
Le fief d'Allerey qui englobait des possessions dans les villages environnants dont plusieurs furent cédées à l'abbaye de Maizières située à Saint-Loup-Géanges, a longtemps été associé à la châtellenie de Palleau mais il disposait d'un château féodal remplacé au XVIIIe siècle par le château classique qui existe encore et est inscrit depuis 2008 comme Monument historique.
Dans l'histoire d'Allerey, on note la charte d'affranchissement des habitants en 1253/1254, puis l'autonomie par rapport à Palleau en 1275 quand le dernier « seigneur d'Allerey et de Palleau », le chanoine Durand de Palleau, vend les terres et les possessions de Palleau à l'évêque de Chalon. Les droits sur Allerey sont acquis alors par la famille de Mailly après le mariage d'Hugues de Mailly sire de Chaublanc, avec Marie héritière de Palleau. Les successions complexes et les difficultés financières amènent ensuite le fief d'Allerey dans la dépendance de l'évêque de Chalon, puis entre les mains de la famille de Nanton en 1375 et, plus tard, de la famille de Lugny (en 1434). Le mariage de Philiberte de Lugny avec Claude de Cusance (vers 1540-1551) crée un nouveau rameau qui possédera le fief d'Allerey jusqu'en 1623, époque où la terre d'Allerey et ses dépendances sont vendues à Roger de Bellegarde, grand écuyer de France, marquis de Seurre et un temps Gouverneur de Bourgogne qui fit construire à Seurre un pont de bois en 1617 qui dura un siècle.
Par ventes successives, le fief aboutit à Pierre Espiard-Humbert, conseiller au parlement de Dijon, décédé en 1766, qui fait reconstruire le château. Son descendant Auguste-Louis-Zacharie Espiard-Humbert, dernier baron d'Allerey, est guillotiné en 1794 pour son activisme à rétablir avant la Révolution ses droits seigneuriaux, mais sa famille conserve les biens et le château qui passent ensuite entre plusieurs mains avant d'aboutir à la famille de Menthon puis à la famille de Maistre en 1896.

Armes de la famille de Nanton, qui posséda Allerey à compter de 1375.
Armes de la maison de Lugny, qui posséda le fief d'Allerey à partir de 1434.

### Faits notables
Comme le pays avoisinant, Allerey est détruit en 1636 par les Impériaux de l'armée de mercenaires croates du général hongrois Nicolas Forkak en 1636 pendant la guerre de Dix Ans : le village est ravagé comme le château et l'église qui sont refaits au XVIIIe siècle.
L'ancien cimetière autour de l'église a été déplacé en 1913. On y voit encore la stèle de Pierre-Frédéric Leblanc, riche propriétaire et bienfaiteur qui légua en 1868 sa fortune (68 ha de terre à Allerey et des biens immobiliers, 5 ha de vignes à Beaune) au bureau de bienfaisance qui construisit une école religieuse tenue par les frères des Écoles Chrétiennes, l'institut Leblanc, transformée plus tard en garderie-cantine puis en logements sociaux. Son épouse avait légué en 1856 l'essentiel de ses biens propres à la commune de Labergement-les-Seurre (son lieu d'origine) pour l'édification d'un hospice nommé « Maison Cordelier » (c'était le nom de sa famille) devenu aujourd'hui maison de retraite.
En 1885, Pierre Edmé Bonnefond fait un legs à la commune pour « aider à établir la laïcisation des écoles » comprenant 1,33 ha de terre et une maison rue Bossue. Ces dons permettront, non sans difficulté, la construction d'une école laïque de filles en 1905. La mairie y a été transférée en 1968.

### Le chemin de fer
La situation géographique favorable a fait durant un temps d'Allerey un nœud ferroviaire important avec une gare de voyageurs et une gare de marchandises. D'abord avec la ligne de Chagny à Dole-Ville dont la section d'Allerey à Dole est concédée le 20 avril 1854 à la Compagnie du chemin de fer de Paris à Lyon et ouverte en 1871 alors que la section de Chagny à Allerey concédée en 1883 est ouverte plus tardivement en 1887.
Elle rejoignait ici la ligne de Chalon à Allerey ouverte en 1871, prolongée au nord jusqu'à Gray en 1887, pour constituer un doublement de l'axe Lyon-Dijon : la ligne fut classée « ligne stratégique » par le ministère de la Guerre qui obtint qu'elle soit construite à double voie. La ligne a effectivement joué un rôle durant la Première Guerre mondiale en assurant en particulier l'accès au front des troupes américaines débarquées à Marseille. L'armée américaine construisit d'ailleurs un camp-hôpital militaire à Allerey-sur-Saône qui fonctionna en 1918-1919.
Ces lignes ont perdu de leur intérêt au XXe siècle et ont été supprimées,.
- en 1938, les sections entre Chagny et Allerey et entre Seurre et Allerey sont fermées au trafic voyageur.
- en 1951, le trafic marchandise est arrêté sur les mêmes lignes. La section Allerey-Seurre est déclassée en 1969[25] puis les voies sont déposées et remplacées par une route[26]. La ligne vers Chagny est déclassée en 1978.
- en 1954, le trafic voyageur est interrompu sur la section d'Allerey à Châlon-sur-Saône et entre Allerey et Dole. Fermeture de la gare de voyageurs.
- la gare de marchandises est fermée en 1974, seul un faible passage de fret demeure jusqu'en 1978 vers Chalon.

### Le camp-hôpital américain d'Allerey (1918-1919)
Allerey-sur-Saône a été retenue à cause de sa situation géographique : c'est un nœud routier et surtout un nœud ferroviaire avec la ligne Chalon-sur-Saône-Gray et la ligne Chagny-Dole (avec un embranchement à Saint-Loup-de-la-Salle vers Beaune). La situation en bord de Saône navigable sur une terrasse alluviale qui met le village hors crue a été également prise en compte et par ailleurs l'armée américaine avait installé d'autres services en Bourgogne comme la gare de triage d'Is-sur-Tille ou le centre hospitalier de Beaune.
La décision de construction d'un hôpital de base « de type A » à Allerey et à Beaune est prise le 12 décembre 1917 (au total, il y aura 20 hôpitaux américains installés en France à la fin de la guerre). L'installation commence en février 1918 sur un terrain loué de 400 hectares et prévoit l'édification de 10 unités de 1 000 lits chacune soit un total de 10 000 lits ainsi que l'assainissement (décantation et javellisation avant rejet dans la Saône), l'adduction d'eau à partir de puits avec traitement désinfectant pour les soins médicaux, de routes et même de voies ferrées pour se relier aux lignes de chemin de fer existantes, ainsi que l'incinération des déchets. On construit en plus des bâtiments médicaux (dortoirs, laboratoires...) des garages et des entrepôts, des cuisines et des boulangeries, une chapelle, des installations téléphoniques et électriques avec générateurs, un bureau de poste et des bâtiments administratifs et récréatifs. Il s'agit de bâtiments en bois de 30 mètres sur six couverts de tôle assez éloignés les uns des autres pour éviter les propagations d'incendies. Allerey compta en tout 500 bâtiments avec des services médicaux bien équipés en matériel de pointe (radiographie par rayons X, laboratoires d'analyses, psychiatrie...).
La construction le long de la route de Beaune, au nord du village, fut assez rapide malgré les insuffisances de la main d'œuvre locale (on employa aussi les convalescents et les prisonniers de guerre allemands) mais le fonctionnement quotidien s'avéra délicat du fait du grand nombre d'hommes accueillis et des difficultés de stockage des produits frais ou du tonnage des approvisionnements (il fallait environ 23 000 rations quotidiennement et 30 000 litres d'essence par mois) à quoi s'ajoutait la détérioration des routes ou les difficultés de chauffage. L'épidémie de grippe espagnole de l'automne 1918 entraina une surpopulation du camp-hôpital qui compta jusqu'à 22 000 occupants plus une garnison de 600 soldats (génie, MP...) en novembre 1918.
Au total, entre le 22 juillet 1918 (premier convoi de 398 blessés venant de Château-Thierry) et la fermeture de l'hôpital en janvier 1919, plus de 34 000 soldats sont passés par le centre hospitalier d'Allerey avec 429 décès (dont 74 % dus à la maladie). Un cimetière avait été créé : il fut relevé après-guerre, les corps ayant été rendus aux familles ou regroupés dans des nécropoles militaires.
Le camp de convalescence d'Allerey devint ensuite le département agricole de l'Université américaine de Beaune (A.E.F. University) : la ferme-école d'agriculture fonctionna de mars à juin 1919 et accueillit plus de 2 300 étudiants en attente de démobilisation. Les terrains furent rendus à l'agriculture en 1922-1924 et rien ne subsiste aujourd'hui sur le site, seule une stèle souvenir a été conservée dans le cimetière du village.
Cette présence américaine à Allerey-sur-Saône amena des contacts entre la population locale et les soldats, et plusieurs mariages eurent lieu avec des jeunes femmes qui partirent pour les États-Unis.

## Politique et administration

### Listes des maires

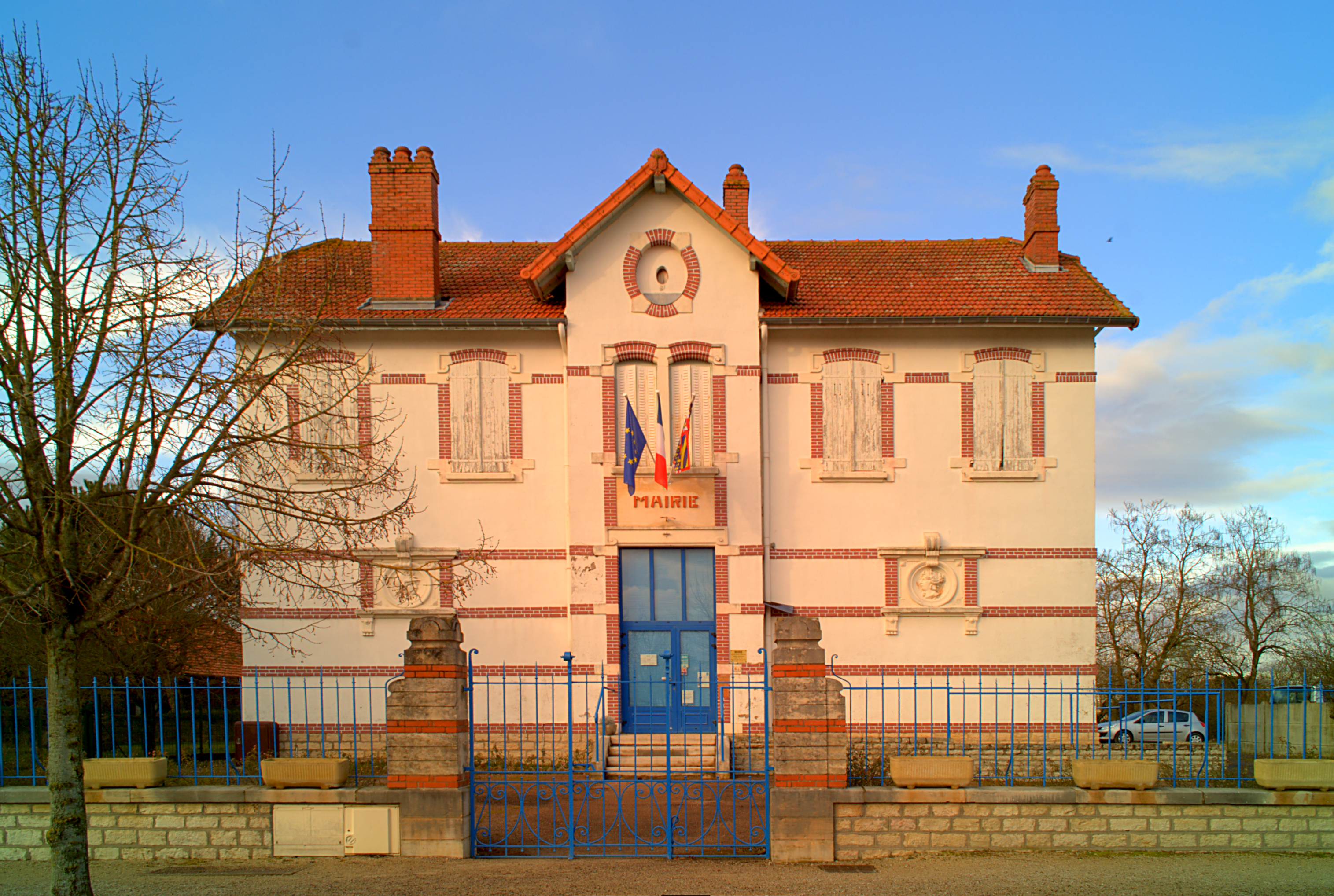
Mairie.

| Période                                  | Période   | Identité          | Étiquette | Qualité            |
| ---------------------------------------- | --------- | ----------------- | --------- | ------------------ |
| Les données manquantes sont à compléter. |           |                   |           |                    |
| mai 1945                                 | mars 1971 | Henri Morin       |           |                    |
| mars 1971                                | mars 2001 | Henri Lauquin     |           |                    |
| mars 2001                                | mars 2020 | Jean-Paul Diconne | PS        | Conseiller général |
| mars 2020                                | En cours  | Pierre Rageot     |           |                    |

### Canton et intercommunalité
Le 1er janvier 2014, Allerey rejoint Le grand Chalon.

## Population et société

### Démographie

#### Évolution démographique
L'évolution du nombre d'habitants est connue à travers les recensements de la population effectués dans la commune depuis 1793. Pour les communes de moins de 10 000 habitants, une enquête de recensement portant sur toute la population est réalisée tous les cinq ans, les populations de référence des années intermédiaires étant quant à elles estimées par interpolation ou extrapolation. Pour la commune, le premier recensement exhaustif entrant dans le cadre du nouveau dispositif a été réalisé en 2006.

En 2022, la commune comptait 809 habitants, en évolution de +0,12 % par rapport à 2016 (Saône-et-Loire : −1,06 %, France hors Mayotte : +2,11 %).
| 1793 | 1800  | 1806  | 1821  | 1831  | 1836  | 1841  | 1846  | 1851  |
| ---- | ----- | ----- | ----- | ----- | ----- | ----- | ----- | ----- |
| 669  | 1 035 | 1 100 | 1 112 | 1 174 | 1 185 | 1 100 | 1 128 | 1 117 |

| 1856  | 1861  | 1866  | 1872  | 1876 | 1881 | 1886  | 1891 | 1896 |
| ----- | ----- | ----- | ----- | ---- | ---- | ----- | ---- | ---- |
| 1 126 | 1 123 | 1 071 | 1 031 | 995  | 963  | 1 111 | 968  | 998  |

| 1901 | 1906 | 1911 | 1921 | 1926 | 1931 | 1936 | 1946 | 1954 |
| ---- | ---- | ---- | ---- | ---- | ---- | ---- | ---- | ---- |
| 977  | 998  | 938  | 858  | 820  | 860  | 868  | 796  | 655  |

| 1962 | 1968 | 1975 | 1982 | 1990 | 1999 | 2006 | 2011 | 2016 |
| ---- | ---- | ---- | ---- | ---- | ---- | ---- | ---- | ---- |
| 596  | 533  | 504  | 550  | 592  | 616  | 740  | 801  | 808  |

| 2021 | 2022 | - | - | - | - | - | - | - |
| ---- | ---- | - | - | - | - | - | - | - |
| 804  | 809  | - | - | - | - | - | - | - |

### Cultes
Allerey-sur-Saône relève de la paroisse Saint-Jean-Baptiste-des-Trois-Rivières, qui regroupe 19 villages et a son siège à Verdun-sur-le-Doubs.

## Culture locale et patrimoine

### Lieux et monuments

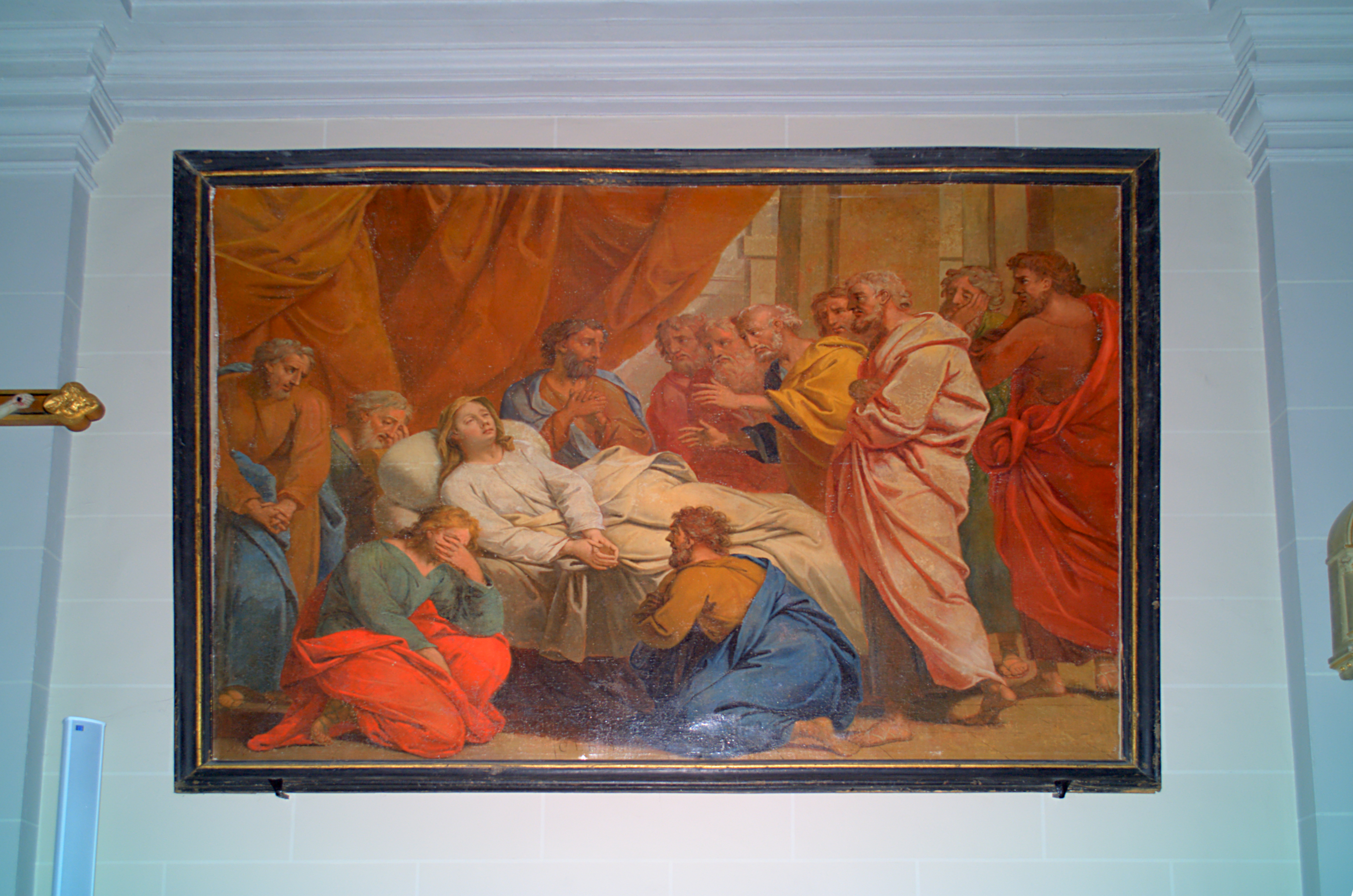
La Mort de la Vierge, de Claude Lebeau
.

- l'église de la Nativité, reconstruite entre 1714 et 1716 (après avoir subi de graves dommages lors de la guerre de Trente Ans[33]) avec l'aide de la famille Lebault de Chauvort, dont le membre le plus connu est le peintre Claude Lebault (1665-1726), « peintre ordinaire du roi Louis XIV »[34], qui assure à partir de 1716 la décoration intérieure de l'église (peintures murales et des tableaux), ce qui vaudra le classement de l'édifice au titre des monuments historiques en 2001 (restauration effectuée en 2012-2013)[35] ;
- le château d'Allerey, reconstruit au XVIIIe siècle par Pierre Espiard-Humbert et très modifié vers 1830[36] ;
- la chapelle du hameau d'Huilly ;
- le colombier, au lieudit Chauvort ;
- l'oratoire de la Vierge, rue du Port, Chauvort[37] ;
- le moulin à eau et moulin à grain dit « Moulin-Neuf », situé en bord de Dheune ;
- le lavoir construit vers 1880 près de la gare et restauré en 2011. Un autre lavoir couvert, en contrebas de l'église, a été transformé en salle municipale ;
- l'emplacement d'un ancien camp-hôpital américain pendant la Première Guerre mondiale (de 1918 à 1919) rue Burton[38].

### Personnalités liées à la commune
- Claude Lebault, peintre bourguignon né au Port de Chauvort (Allerey-sur-Saône) en 1665 et mort en 1726, peintre ordinaire du roi Louis XIV.

### Héraldique
| Blason de Allerey-sur-Saône | Blason  | Parti : au 1er de sinople à un épi de blé feuillé d'or posé en bande en chef et à une grappe de raisin feuillée de deux pièces, d'argent en pointe, au 2d d'argent à la fasce ondée d'azur en chef et à la burelle ondée du même en pointe ; au chef parti, au 1er bandée d'or et d'azur et à la bordure de gueules, au 2d de gueules à un casque de centurion d'or. |
| Blason de Allerey-sur-Saône | Détails | Le premier évoque l'agriculture et la viticulture, avec en chef les armes dites de « Bourgogne ancien ». Au second, les deux ondes représentent la Saône et la Dheune, frontières naturelles de la commune ; le casque, en chef, rappelle la voie romaine qui traversait le hameau de Pussey, appelée la via Agrippa Chalon-Langres. adoptée en 2021.                |

## Pour approfondir